# Михай Балан
Михай Балан (нар. 15 лютого 1954 р., Требужень, Оргіївський район) — дипломат Республіки Молдова, який в даний час обіймає посаду директора Служби інформації та безпеки Республіки Молдова. Раніше він був послом Республіки Молдова у Греції, Кіпрі та Ізраїлі (двічі), а потім радником президента з питань зовнішньої політики (15 грудня 2009 р. — серпень 2010 р.). Батько співака Дана Балана

## Біографія
Михай Балан народився 15 лютого 1954 року в селі Требужень, Оргіївський район, МССР, Радянський Союз . У 1972—1974 рр. Він виконував обов'язкову військову службу. У 1974—1979 рр. Навчався в Державному університеті Молдови, філологічному факультеті (румунська мова та література, спеціальність журналістика). З 1979 по 1980 роки був заступником голови профспілкового комітету Державного університету Молдови, а потім між 1980 і 1984 роками був головою профспілкового комітету. Тоді ж (1980—1984 рр.) він був викладачем факультету журналістики Кишинівського державного університету. Між 1984—1990 рр. Був радником і керівником секції в партійних органах (Кишинів). З 1990 по 1994 рік працював у Міністерстві закордонних справ Республіки Молдова : 1990—1992 — завідувач відділу фінансово-адміністративного управління, 1992—1993 — заступник начальника консульського управління, 1993—1994 — начальник консульського управління. У 1992 році він проводив дипломатичні курси в Міністерстві закордонних справ Румунії, а в 1994 році — дипломатичні курси в Міністерстві закордонних справ Японії. З 1994 по 1995 рік працював бізнес- радником у Посольстві Республіки Молдова в Ізраїлі, а з 1995 по 2001 рік — Надзвичайним і Повноважним Послом Республіки Молдова в Ізраїлі . Між 2001 та 2005 роками Михай Балан повернувся до Міністерства закордонних справ, очоливши Генеральне управління консульських установ. З січня по травень 2002 року перебував у Європейському центрі досліджень безпеки «Джордж Маршал», м. Гарміш, Німеччина . У період з 2006 по 2008 рік працював у приватному секторі. З 2009 по 2010 рік був радником Президента Республіки Молдова Михайла Гімпу з питань зовнішньої політики та європейської інтеграції. У період з 2010 по 2011 рік він обіймав посаду Надзвичайного та Повноважного Посла Республіки Молдова в Грецькій Республіці та Республіці Кіпр . У січні-жовтні 2012 року він обіймав посаду Надзвичайного та Повноважного Посла Республіки Молдова в Державі Ізраїль. 25 жовтня 2012 року рішенням Парламенту Республіки Молдова № 224, при голосуванні 60 депутатів призначений директором Служби інформації та безпеки Республіки Молдова.

## Особисте життя
Михай Балан одружений з телезіркою Людмилою Балан, з якою має 2 дітей: співака Дана Балана та телеведучу Санду Балан. Окрім рідної мови — румунської, Михай Балан також знає англійську та російську мови.